# Szczęście

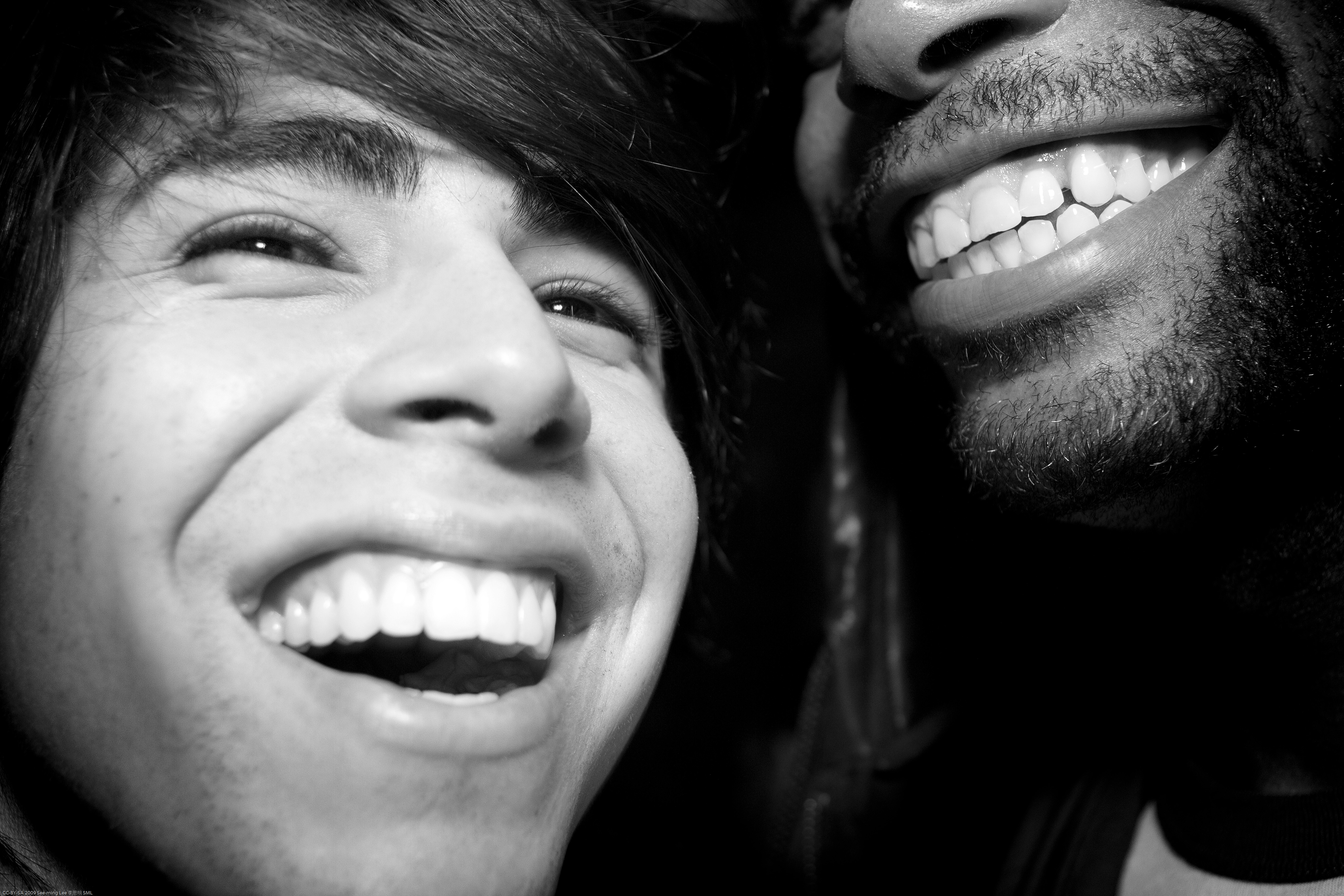
Ludzie szczęśliwi często się śmieją.

Szczęście – emocja, spowodowana doświadczeniami ocenianymi przez podmiot jako pozytywne. Psychologia wydziela w pojęciu szczęście rozbawienie i zadowolenie.
W rozważaniach o jego naturze szczęście najczęściej określane jest w dwóch aspektach:
- mieć szczęście oznacza:
  - sprzyjający zbieg, splot okoliczności;
  - pomyślny los, fortuna, dola, traf, przypadek;
  - powodzenie w realizacji celów życiowych, korzystny bilans doświadczeń życiowych.

- odczuwać szczęście oznacza:
  - (chwilowe) odczucie bezgranicznej radości, przyjemności, euforii, zadowolenia, upojenia;
  - (trwałe) zadowolenie z życia połączone z pogodą ducha i optymizmem; ocena własnego życia jako udanego, wartościowego, sensownego.

Są to aspekty rozdzielne.
Według niektórych neurologów szczęście pozostaje w ścisłym związku z poziomem serotoniny w synapsach jąder szwu, a także dopaminy w jądrze półleżącym oraz endorfin. Jako dowód przytacza się odczuwanie szczęścia pod wpływem substancji dopaminergicznych, serotoninergicznych oraz agonistów receptora opioidowego.

## Poglądy filozoficzne

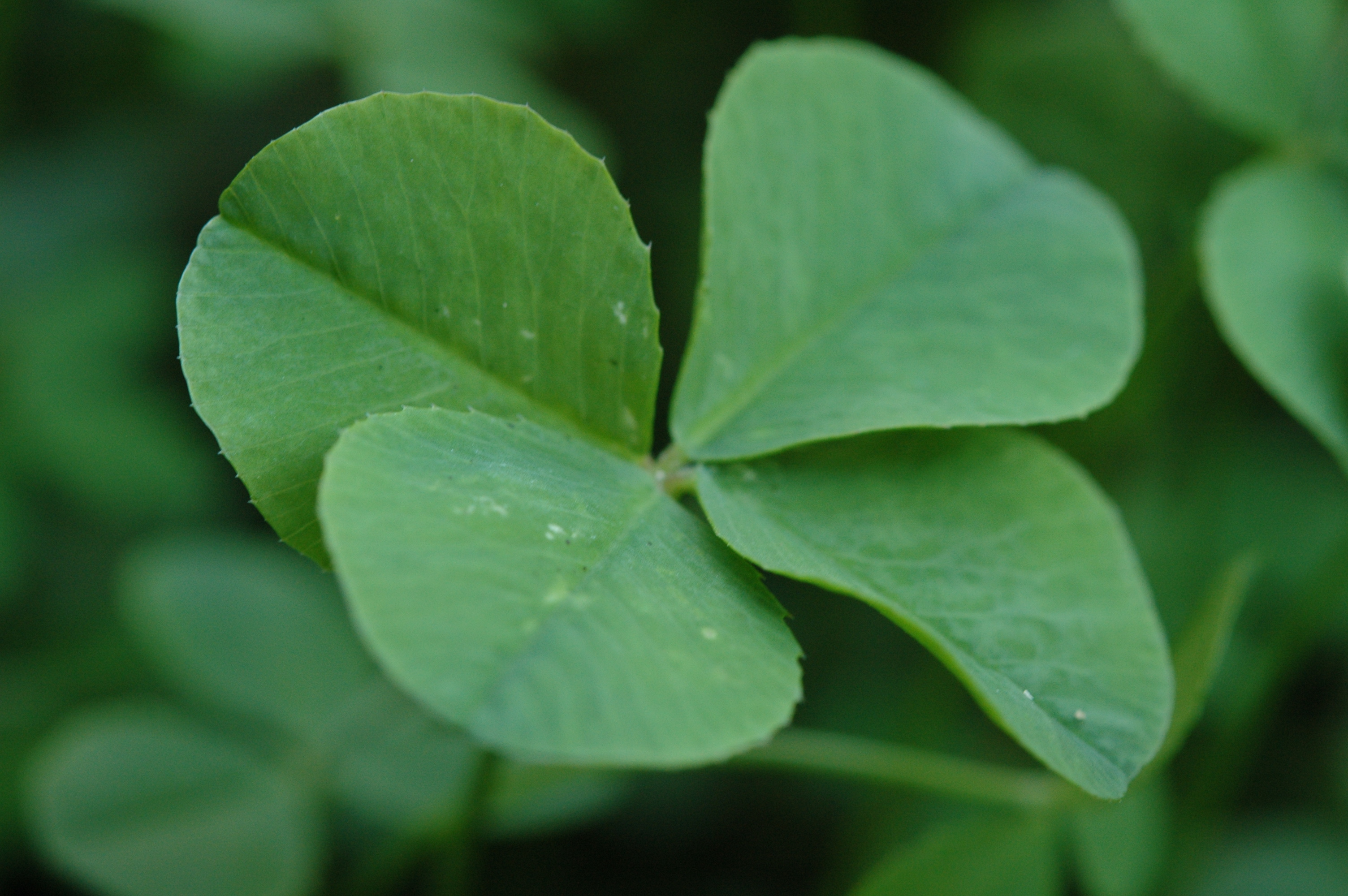
Jednym z symboli szczęścia jest czterolistna koniczyna.

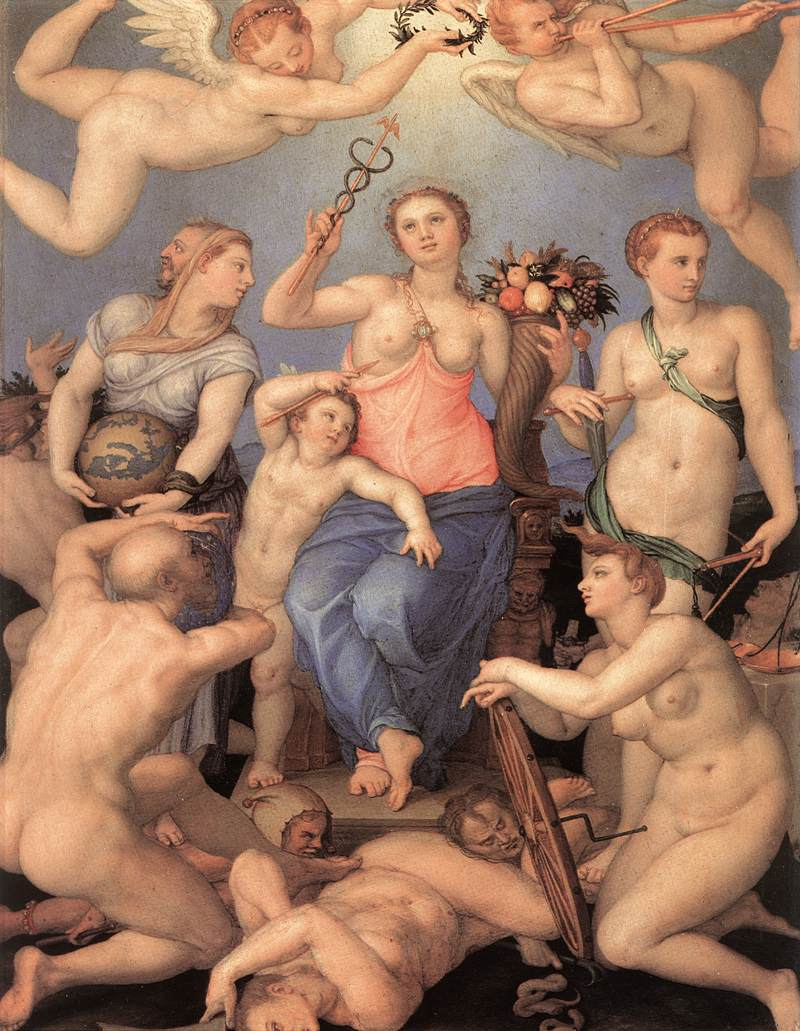
Alegoria szczęścia (Obraz Agnolo Bronzino, 1546)

Filozofowie przynajmniej od czasów Sokratesa dociekają natury szczęścia i jego osiągalności. Obydwa zagadnienia rozważane są w kontekście pytania czy szczęście zależy jedynie od życia filozoficznego, czy też zależy również od okoliczności życiowych. Zwłaszcza w starożytności rozumienie szczęścia było pochodną rozumienia ludzkiej natury. Napotykamy w związku z tym rozmaite stanowiska:
- Jako pewien ideał (zobacz: eudajmonizm), szczęście w życiu ziemskim jest nieosiągalne. Może ono jednak zostać osiągnięte jako nagroda za sprawowanie w życiu pozagrobowym (raj).
- Według Arystotelesa szczęście to działanie zgodne z naturą. Ryby są szczęśliwe pływając, a ptaki latając. Ponieważ do natury człowieka należy przede wszystkim myślenie i tworzenie organizacji politycznej, najszczęśliwsze jest życie filozofa lub męża stanu. Arystoteles podkreślał też rolę zaspokojenia potrzeb fizjologicznych (uważał, że by być szczęśliwym trzeba być dobrze odżywionym)
- Można też osiągnąć szczęście rozumiane jako subiektywnie ocenianą, najlepszą z możliwych sytuację życiową, ocenianą:
  - miarą przyjemności życiowych (na przykład w epikureizmie)
  - siłą charakteru, uniezależniającą człowieka od zmiennych okoliczności (na przykład w stoicyzmie lub buddyzmie)
- Według chrześcijan absolutnym szczęściem jest bezpośredni kontakt z Bogiem – określany przez Tomasza z Akwinu jako wizja uszczęśliwiająca. Boecjusz pisał, że Bóg jest Szczęściem, a ludzie mogą być szczęśliwi dzięki uczestnictwu w szczęściu Boga.
- Według nauk islamu szczęście jest związane z postępowaniem zgodnym z wolą Allaha – osoby prawe są szczęśliwe, zaś grzesznicy nieszczęśliwi – zarówno w życiu doczesnym, jak i pozagrobowym.
- Według nauk buddyzmu nie jest możliwe osiągnięcie szczęścia poprzez podążanie za pragnieniami, gdyż ich całkowite zaspokojenie jest niemożliwe. Jedynym sposobem na osiągnięcie trwałego szczęścia jest więc wyzbycie się owych pragnień. Osiąga się wówczas stan Nirwany.

## Aspektypsychologiczne
Według Abrahama Maslowa istotą szczęścia jest zaspokojenie potrzeb. Maslow przyjmuje, iż ludzie posiadają następujące potrzeby:
- potrzeby fizjologiczne – głód, pragnienie, sen;
- potrzebę bezpieczeństwa;
- potrzebę przynależności i miłości;
- potrzebę szacunku;
- potrzebę samorealizacji.

Po zaspokojeniu danej potrzeby dochodzi do głosu potrzeba wyższego rzędu. Osoba szczęśliwa to osoba, która zaspokoiła wszystkie potrzeby. Ponieważ najwyższą z nich jest potrzeba samorealizacji, można przyjąć, że ludzie szczęśliwi to ludzie samorealizujący się.
Według Maslowa ludzie ci posiadają następujące cechy:
- realistyczne nastawienie do świata;
- akceptacja samego siebie;
- przyjazny stosunek do otoczenia;
- spontaniczność;
- niezależność;
- niekonwencjonalne podejście do życia (unikanie stereotypów);
- głęboka duchowość;
- głębokie przeżywanie miłości;
- filozoficzne, niezłośliwe poczucie humoru;
- kreatywność;
- bogata osobowość, odporna na wpływy otoczenia.

Współczesna psychologia podkreśla również rolę wewnętrznie motywowanej aktywności. Jeżeli robimy coś dla samej przyjemności i koncentrujemy się wyłącznie na tej czynności, a nie na przyszłych korzyściach z niej. Na przykład sport może przynieść szczęście, jeżeli troska o wyniki nie przesłoni nam samej radości z gry.

## Szczęście a zdrowie
Już Księga Przysłów stwierdza: „Radość serca wychodzi na zdrowie, duch przygnębiony wysusza kości”. Szczęście jest pozytywnie skorelowane z dobrymi wskaźnikami zdrowia psychicznego i fizycznego.
Wyższa umieralność występuje u osób z niskimi wskaźnikami szczęścia. Taka korelacja nie świadczy jednak o zależności przyczynowej między tymi cechami, a o istnieniu trzeciej cechy, poziomu stanu zdrowia, z którą zarówno szczęście jak umieralność są związane.
Istnieją różnice opinii w określeniu stopnia korelacji miar szczęścia i występowania chorób układu krążenia, niezbędne są dalsze badania w tym zakresie.

## Zmiana w czasie
Badania pokazują, że szczęście ludzi generalnie rośnie od 1946 roku.

## Raporty ONZ
Od 2012 ONZ publikuje coroczne raporty mierzące poczucie szczęścia wśród obywateli różnych państw świata. Według raportu z 2017 roku do najszczęśliwszych ludzi świata należeli obywatele kolejno: Norwegii, Danii, Islandii, Szwajcarii i Finlandii. Według raportu najszczęśliwsi są mieszkańcy państw nordyckich. Ostatnie miejsca w rankingu zajmują państwa afrykańskie oraz objęte konfliktami zbrojnymi (Syria, Afganistan). W edycji badania z 2017 roku Polska zajęła 46. pozycję w rankingu.